# Wilhelm von Stutterheim
Wilhelm von Stutterheim (* 6. Januar 1770 in Berlin; † 13. Dezember 1811 in Wien) war ein deutscher Feldmarschallleutnant in preußischen und österreichischen Diensten.

## Leben

### Herkunft
Wilhelm, gelegentlich auch Karl, war Angehöriger der ursprünglich aus Thüringen stammenden Adelsfamilie von Stutterheim. Sein Vater war der spätere Minister Heinrich Gottlieb von Stutterheim (1718–1789), seine Mutter ist unbekannt. Er wurde am 28. Dezember 1773 auf Antrag seines Vaters vom preußischen König Friedrich II. legitimiert. Am 30. Juli 1778 in Sachsen und am 19. November 1784 erhielt er die Legitimation durch den Kaiser dazu am 20. November die Erhebung in den Freiherrenstand.

### Militärkarriere

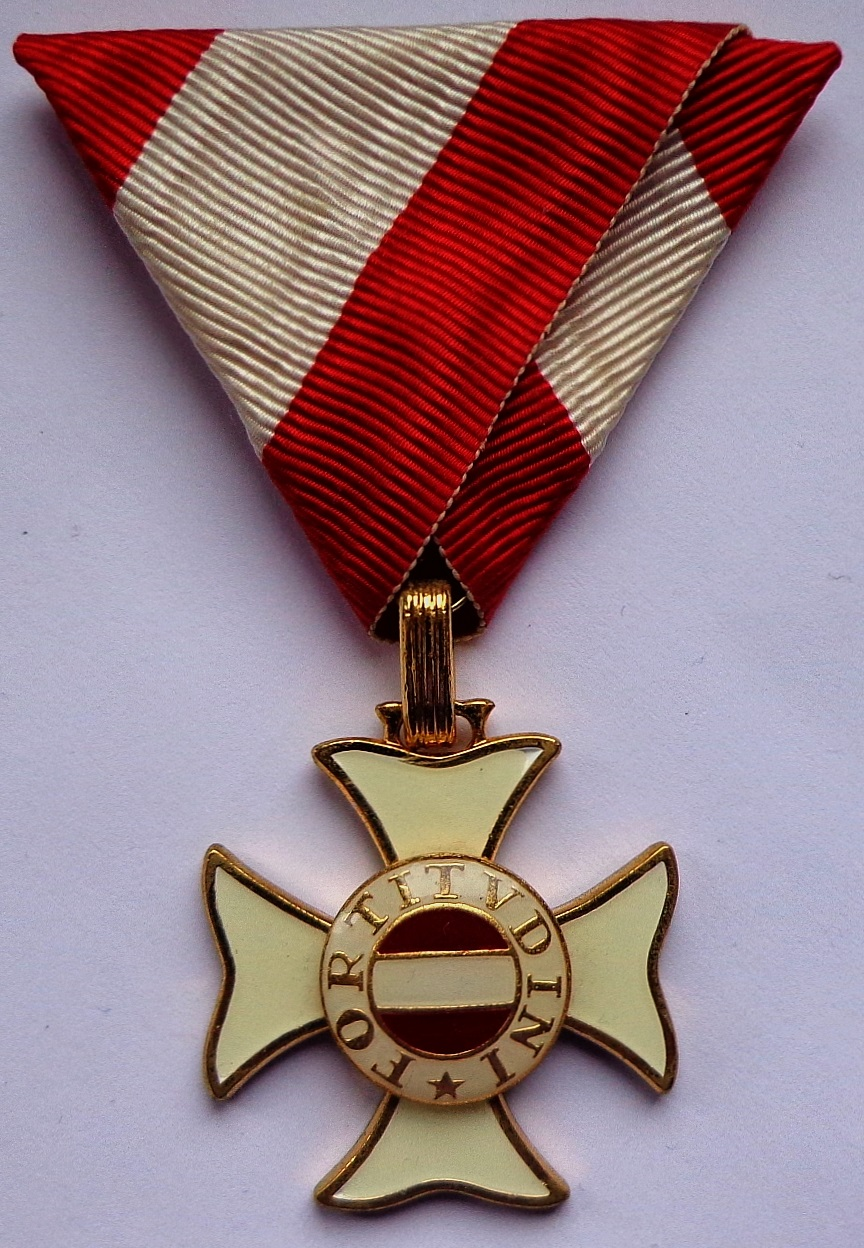
Ritterkreuz des Militär-Maria-Theresien-Ordens

Stutterheim war am 20. November 1784 in die Nobilitierung der Seinen in den Freiherrnstand einbezogen. Später trat er in die Preußische Armee ein und wurde am 2. Oktober 1793 mit dem Orden Pour le Mérite geehrt, eventuell für seinen Einsatz bei Pirmasens, wobei seine dortige Teilnahme jedoch unbelegt ist. Er muss dann in sächsische Dienste gewechselt haben, denn am 28. März 1798 quittierte er im Rang eines Majors den Dienst in der Sächsischen Armee, um sich am 10. Januar 1799 den Österreichern als Rittmeister im 2. Dragonerregiment anzuschließen. Stutterheim zeichnete sich in den Schlachten bei Magnano und Trebbia aus, so dass er bereits am 18. November erneut zum Major befördert wurde, wobei er zum 1. Ulanenregiment wechselte. Er avancierte 1801 weiter zum Oberstleutnant, fand 1802/1803 Verwendung in einer diplomatischen Mission nach Paris, stieg 1803 zum Oberst und am 24. Oktober 1805 mit Patent vom 14. Oktober zum Generalmajor auf. Am 24. Oktober 1809 erhielt er für seine Leistungen bei der Rückeroberung von Aderklaa während der Schlacht bei Wagram den Militär-Maria-Theresien-Orden und stieg am 13. Dezember 1811 weiter auf zum Feldmarschallleutnant. Stutterheim beschloss sein Leben in Wien, indem er an diesem Tag den Freitod wählte.

## Werke
- Die Schlacht bei Austerlitz. Hamburg 1805/1806. Digitalisat
  - La bateille d’Austerlitz par le général-major autrichien Stutterheim. Paris 1806.
- Der Krieg von 1809 zwischen Oesterreich und Frankreich. Wien 1811.